# 韓光相
韓 光相（ハン・グァンサン、朝鮮語: 한광상、1957年 - ）は、朝鮮民主主義人民共和国の政治家。朝鮮労働党財政経理部長、朝鮮労働党中央委員会委員。党の資金管理を行い、金正恩委員長の最側近とされる。

## 経歴
1957年に咸鏡南道で生まれた。金日成高級党学校卒業。朝鮮労働党財政経理副部長を経て、2010年10月に第一副部長に就任した。2012年に国家体育指導委員会委員に就任した。2014年に最高人民会議第13期代議員に選出された。2013年に財政経理部長に就任し、2014年の金正恩第一書記の現地指導に同行した回数が2位となり、元幹部の脱北者から「金正恩のコバンザメ」のようだと言われたという。2015年5月に韓国の国家情報院が韓光相が不正のため粛清されたと公表したが、同年11月に金正恩第一書記が出席した行事に第一副部長職として同行し、健在が確認された。2016年5月9日に開催された朝鮮労働党第7次大会で党中央委員会委員候補に選出され、2018年4月に党財政経理部長に復帰した。2019年12月28日に開催された朝鮮労働党中央委員会第7期第5回総会で、党中央委員会委員に昇格した。
2020年8月13日に実施された党中央委員会第7期第16回政治局会議で財政経理部長を解任された。

## 参考サイト
북한정보포털
| 先代 金勇帥 | 朝鮮労働党財政経理部長2013年 - 2015年 2018年 - 2020年 | 次代金勇帥 |